# Regimiento de Infantería de Montaña 26
El Regimiento de Infantería de Montaña 26 "Cnel. Benjamín Moritán" (RIM 26) es una unidad de infantería del Ejército Argentino con asiento en la guarnición militar de Junín de los Andes, Provincia de Neuquén, y que pertenece a la VI Brigada de Montaña "Gral. Div. Conrado Excelso Villegas", en el marco de la 2.ª División de Ejército "Ejército del Norte". Es un órgano de apoyo del parque nacional Lanín.

## Historia
El Regimiento de Infantería de Montaña 26 integró el Agrupamiento B que se desplazó a la provincia de Tucumán por orden del Comando General del Ejército para reforzar la V Brigada de Infantería que llevaba adelante el Operativo Independencia. El Agrupamiento B se turnaba con los Agrupamientos A y C, creados para el mismo fin.
En octubre y noviembre de 1976 casi la totalidad del RIM 26 constituyó la Fuerza de Tareas «Campana», que operó en esta ciudad y Monte Chingolo.
También se formó el Equipo de Combate «Lanín», el cual estuvo asignado en las ciudades bonaerenses de Monte Chingolo y Bahía Blanca.
En 1978, el Regimiento 26 ocupó una zona en la provincia del Neuquén, a causa del conflicto del Beagle.

## Nombre histórico
El coronel Benjamín Moritán fue un militar argentino que participó en la Conquista del Desierto y en la Campaña de los Andes en la Patagonia.

## Volcán Lanín

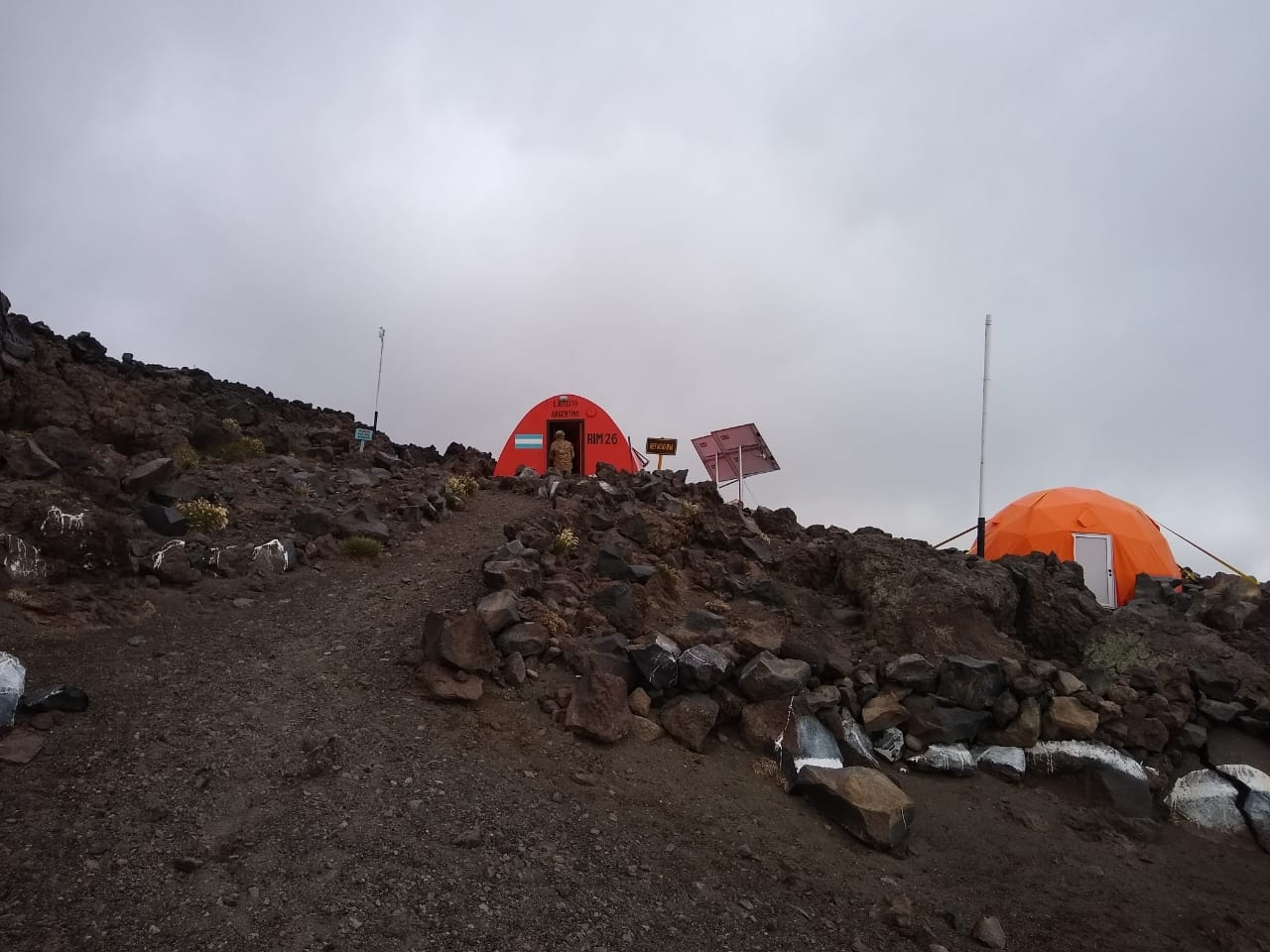
Refugio militar del RIM 26

El Regimiento 26 mantiene patrullas de rescate cuya misión es proporcionar apoyo a las tropas y andinistas civiles que suben las montañas. Además, mantiene el único refugio en el volcán Lanín, a 2300 m s. n. m. El mismo se encuentra atendido por dos efectivos y puede albergar hasta 18 personas. Además, cuenta con paneles de energía solar.
El Ejército instaló el primer refugio en los años 1960, el cual permaneció hasta los años noventa cuando quedó cerrado por peligro de derrumbe.